# Euxoa titschacki
Euxoa titschacki är en fjärilsart som beskrevs av Corti 1930. Euxoa titschacki ingår i släktet Euxoa och familjen nattflyn. Inga underarter finns listade i Catalogue of Life.